# Class of device
Il termine COD, acronimo dell'inglese Class of device, nello standard di comunicazione senza fili Bluetooth, è un codice numerico a 24 bit che identifica le caratteristiche dei dispositivi. Quando un apparecchio senza fili (come ad esempio un telefono cellulare) si collega ad una rete Bluetooth, esamina i COD degli altri dispositivi presenti per individuare quelli con un codice adatto, in base al tipo di servizio richiesto.